# Західов Тіша
Тіша Західович Західов (10 травня 1906, місто Коканд, тепер Узбекистан — 21 серпня 1981, місто Ташкент, тепер Узбекистан) — узбецький і радянський вчений, зоолог, президент Академії наук Узбецької РСР. Депутат Верховної ради Узбецької РСР. Депутат Верховної Ради СРСР 4-го скликання. Доктор біологічних наук, професор (1949), академік Академії наук Узбецької РСР (1952), дійсний член Міжнародної зоологічної академії в місті Агра (Індія) (1961).

## Життєпис
Незабаром після народження родина Західова переїхала до Ташкента. Трудову діяльність розпочав учнем друкаря друкарні газети «Садон Фаргона». Закінчив школу та педагогічний технікум, працював вчителем.
У 1926—1931 роках — студент Середньоазіатського державного університету в місті Ташкенті.
З 1931 року — асистент кафедри зоології хребетних, аспірант, доцент Середньоазіатського державного університету.
Член ВКП(б) з 1939 року.
Одночасно, в 1941—1945 роках — інструктор, завідувач сектору відділу науки та вищих навчальних закладів ЦК КП(б) Узбекистану.
У 1946—1952 роках — заступник директора Інституту ботаніки та зоології Академії наук Узбецької РСР.
З 1949 року — професор, декан факультету, ректор Середньоазіатського державного університету.
У 1952—1956 роках — президент Академії наук Узбецької РСР.
Одночасно, з 1952 по 1981 рік — директор Інституту зоології та паразитології Академії наук Узбецької РСР. У 1956—1981 роках — завідувач кафедри зоології хребетних Ташкентського державного університету.
Основні наукові роботи присвячені вивченню фауни хребетних пустель Узбецької РСР, зокрема пустелі Каракумів. Результати його робіт було використано для зоогеографічного районування пустель Узбецької РСР. Автор понад 300 наукових праць, у тому числі 50 монографій.
Помер 21 серпня 1981 року у Ташкенті.

## Нагороди
- орден Леніна
- орден Жовтневої Революції
- три ордени Трудового Червоного Прапора
- орден «Знак Пошани»
- медалі
- Заслужений діяч науки Узбецької РСР (1947)
- Лауреат Державної премії Узбецької РСР імені Біруні (1970)